# Leumicamia venustissima
Leumicamia venustissima là một loài bướm đêm trong họ Noctuidae.